# Alkoholmissbrauch bei Jugendlichen

Regelmäßiger (wöchentlicher) Alkoholkonsum bei Jugendlichen und jungen Erwachsenen

Eine Alkoholabhängigkeit (Alkoholismus) im Sinne des in der Medizin gebräuchlichen ICD10 Diagnosesystems (Alkoholabhängigkeitssyndrom, Code F10.2) kommt bei Kindern kaum und bei Jugendlichen bis zum 18. Geburtstag vergleichsweise selten vor, da sich eine manifeste Alkoholabhängigkeit in der Regel über mehrere Jahre entwickelt. Meist geht es bei Kindern und Jugendlichen um Rauschtrinken (akute Intoxikation, Code F10.0) oder um Alkoholmissbrauch (schädlichen Gebrauch, Code F10.1) (siehe auch: Alkoholkrankheit).

## Situation in einzelnen Staaten

### Deutschland

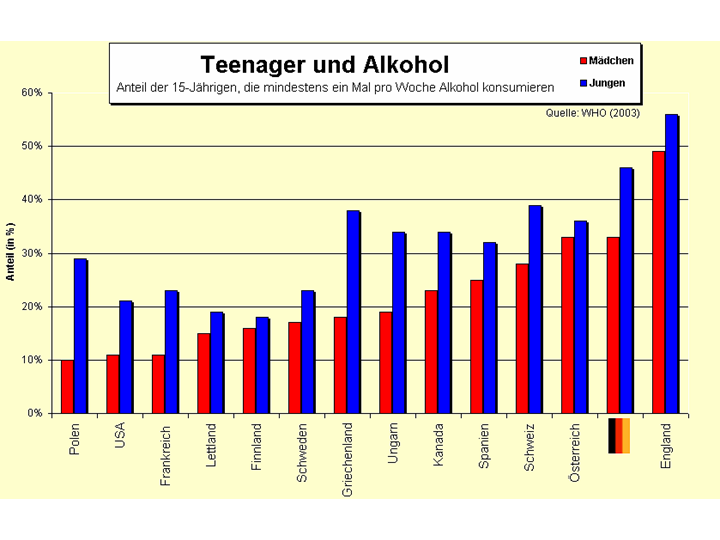
Jugend und Alkohol (2003)

Die Zahl der Jugendlichen, die wegen Alkoholmissbrauchs in Kliniken kommen, hat sich in Deutschland seit 1990 mindestens verdoppelt. Nach Angaben des Statistischen Bundesamtes sind 2005 rund 19.400 Jugendliche zwischen 10 und 20 Jahren mit der Diagnose „akute Alkoholintoxikation“ stationär im Krankenhaus behandelt worden. Dies waren mehr als doppelt so viele wie im Jahr 2000, entspricht aber nicht einmal einem halben Prozent dieser Bevölkerungsgruppe. 3.500 der Patienten waren unter 16 Jahre alt. Das durchschnittliche Alter des Erstkonsums liegt bei etwa 14 Jahren und liegt somit deutlich niedriger als der Erstkonsum von Tabak (17). Das Durchschnittsalter für den ersten Alkoholrausch liegt bei 15,5 Jahren. Im Jahr 2004 gaben zehn Prozent der Befragten 12- bis 15-Jährigen an, in den letzten drei Monaten mindestens einen Alkoholrausch gehabt zu haben. Bei den 16- bis 19-Jährigen waren es 30 Prozent.
Bei Jugendlichen, die bereits abhängig sind, handelt es sich meistens um Jungen. Mädchen neigen in diesem Alter eher zu Essstörungen. Das Suchtproblem der Jugendlichen ist gleichmäßig auf alle Gesellschaftsschichten verteilt.
Viele Jugendliche werden von dem Gesamtbild angezogen, das Spirituosenhersteller in Marketingkampagnen verbreiten. So wurde z. B. Jägermeister mithilfe eines neu entwickelten, jugendlichen Image zu einem „Kult-Getränk“. Mit Alcopops wurden speziell im Hinblick auf junge Zielgruppen hochprozentige Spirituosen entwickelt.
Bei einer Befragung in Berlin gaben laut einer epidemiologischen Suchtstudie für 2006 knapp 55 Prozent der 15- bis 17-Jährigen an, sich mindestens einmal in den vergangenen 30 Tagen einen Rausch angetrunken zu haben. 15 Prozent dieser Altersgruppe erlebten sogar viermal oder noch häufiger einen Alkoholrausch.
Laut einer repräsentativen Umfrage der Bundeszentrale für gesundheitliche Aufklärung (BZgA) unter 7.003 Jugendlichen und jungen Erwachsenen zwischen 12 und 25 Jahren tranken junge Menschen im Jahr 2016 insgesamt weniger und maßvoller Alkohol als früher. Von den befragten 12- bis 17-Jährigen gaben 36,5 Prozent an, noch nie Bier, Wein oder Schnaps probiert zu haben, allerdings gaben 13,5 % der Teenager an, im Monat vor der Umfrage einen Alkoholrausch gehabt zu haben. Das Durchschnittsalter für den ersten Alkoholrausch (16,4 Jahre) war seit 2005 (15,5 Jahre) kontinuierlich gestiegen. Laut Angaben der DAK, basierend auf Zahlen des Statistischen Bundesamtes, wurden im Jahr 2016 bundesweit 22.309 10- bis 20-Jährige – vorwiegend 15- bis 20-Jährige – völlig betrunken in Kliniken eingeliefert. Das waren 1,8 % mehr als im Jahr zuvor.
Aufgrund der Maßnahmen zur Bekämpfung der COVID-19-Pandemie (wie zum Beispiel der weitreichenden Kontaktbeschränkungen, der Absage von Festen und der Schließung von Gaststätten) sank die Zahl der erfassten akuten Alkoholvergiftungen unter Jugendlichen in Deutschland 2021 im zweiten Jahr in Folge und erreichte den niedrigsten Stand seit dem Jahr 2001. Rund 11.700 Kinder und Jugendliche im Alter von 10 bis 19 Jahren wurden wegen „akuter Alkoholintoxikation“ stationär in einem Krankenhaus aufgenommen, was einen Rückgang von etwa 4,4 % im Vergleich zu 12.200 stationär behandelten Kindern und Jugendlichen im Jahr 2020 bedeutet. Im vom Statistischen Bundesamt (Destatis) als „Vor-Corona-Jahr“ bezeichneten Jahr 2019 hatte es noch 20.300 bestätigte Fälle gegeben, somit war bis 2021 ein Rückgang von etwa 42 % zu verzeichnen. Die Auswertung durch das Destatis ergab weiterhin eine besondere Gefährdung von Jugendlichen von 14 bis 19 Jahren: Mit einer Prävalenz von 247 Fällen je 100.000 Einwohner wiesen sie 2021 den Höchstwert aller Altersgruppen auf.

### Österreich

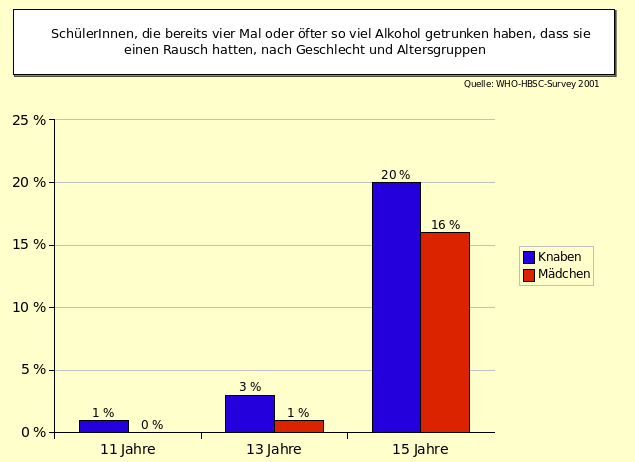
Schüler, die bereits viermal oder öfter so viel Alkohol getrunken haben, dass ein Rausch aufgetreten ist

Der Einstieg ins Alkoholtrinken erfolgt heute in Österreich etwa zwischen dem 13. und 15. Lebensjahr. Während mit 13 Jahren noch 3 % der Schüler mindestens jede Woche Bier und 5 % Mischgetränke trinken, sind es bei den 15-Jährigen bereits 18 %, die zumindest wöchentlich Bier konsumieren und 29 %, die alkoholische Mischgetränke trinken. Im Konsumverhalten zeichnen sich geschlechtsspezifische Unterschiede ab, so bevorzugen etwa überdurchschnittlich viele Mädchen alkoholhaltige Mischgetränke (z. B. Alcopops), während Jungen eher zum Bier greifen. Im exzessiven Alkoholkonsum liegen Jungen deutlich vor gleichaltrigen Mädchen. Ein Fünftel der 15-Jährigen Burschen hat bereits mindestens viermal so viel Alkohol getrunken, dass sie einen Rausch hatten, bei den Mädchen sind dies immerhin 16 %.
Seit 1994 konnte eine starke Zunahme alkoholbedingter Spitalsaufnahmen von Jugendlichen in Österreich beobachtet werden. Das ist folgendermaßen erklärbar:
- Kinder und Jugendliche werden von Jahr zu Jahr früher reif und beginnen auch früher mit den für Erwachsene typischen Verhaltensweisen – inklusive moderatem und exzessivem Alkoholkonsum (säkulare Akzeleration). Wenn die ersten Alkoholräusche früher stattfinden, ergeben sich bei den Jüngeren durchschnittlich mehr Räusche.
- Da das Thema „Jugend und Alkohol“ um die Jahrtausendwende zunehmend ins mediale Scheinwerferlicht rückte und Spitalsentlassungsdiagnosen für die Leistungsabrechnung der Spitäler in Österreich bedeutsam wurden, ist die Bereitschaft der Ärzteschaft, derartige Fälle zu diagnostizieren und zu dokumentieren, erheblich gestiegen. Ein Teil des beobachtbaren Anstiegs der einschlägigen Diagnosen ist also auf diese Veränderungen zurückzuführen.

Man nimmt dennoch an, dass die Frequenz von Vollräuschen bei Jugendlichen in den letzten zehn Jahren bis etwa 2007 erheblich zugenommen hat. Neben der allgemeinen Tendenz zur Akzeleration ist dies dadurch zu erklären, dass sich in Europa die Trinkgewohnheiten der Regionen kontinuierlich angleichen und das nordeuropäische, exzessive Konsumverhalten auch in Österreich Fuß fasst.

### Island
Da Island in den 1990ern zunächst zu den Staaten zählte, in denen Jugendliche mehr Alkohol und Drogen konsumierten als anderswo, führte Island Ende der 1990er Jahre Island ein landesweites Präventionsprogramm „Jugendliche in Island“ ein. Die Motivation, die früher zu Drogen- und Alkoholexzessen führten, wurde dabei im Rahmen einer „Lebenswandelschule“ gezielt auf sportliche und kreative Betätigungen  umgeleitet. Einer Befragung zufolge war im Jahr 2016 der Anteil der 15- und 16-Jährigen, die im vorangegangenen Monat betrunken waren, auf 5 % gefallen.
Das Modell wurde von mehreren anderen Staaten übernommen.

### Vereinigte Staaten
In den USA konsumierten laut der Weltgesundheitsorganisation im Jahr 2011 etwa 50 % der 15-Jährigen im Laufe eines Jahres Alkohol. Zum Vergleich: In Deutschland waren es knapp 90 %.

## Alkohol und Gewalt
Die Studie „Alkohol und Gewalt im Jugendalter“ kam zum Ergebnis, dass Jugendliche im Alter von 13–17 Jahren mit problematischem Alkoholkonsum signifikant häufiger zu Gewalttaten neigen als Jugendliche ohne (problematischen) Alkoholkonsum. Bei Jungen ist rund ein Drittel der verübten körperlichen Gewalt alkoholbedingt, bei Mädchen sind es sogar zwei Drittel. Ein Viertel der Jungen weist einen problematischen Alkoholkonsum auf. Auf dieses Viertel entfallen 50–60 % der durch Jungen verursachten Gewalttaten. Bei den Mädchen sind es 15 %, die einen problematischen Alkoholkonsum aufweisen, diese 15 % begehen 40 bis 50 % der insgesamt durch Mädchen verübten Gewalttaten. Allgemein zeigt sich ein hoher Zusammenhang zwischen Alkoholkonsum und erlebter Gewalt (sowohl als Opfer als auch als Täter), so weist knapp die Hälfte der Jungen und etwa 30–40 % der Mädchen, die Opfer von Gewalttaten werden, selbst einen problematischen Alkoholkonsum auf. Für Abstinente und risikoarm Konsumierende besteht demnach eine geringe Wahrscheinlichkeit, sich gewalttätig zu verhalten.
Die Kriminalstatistiken des Jahres 2007 für Deutschland zeigen sogar, dass in manchen Bundesländern bei jeder zweiten Gewalttat, die von Jugendlichen begangen wurde, Alkohol im Spiel war.

## Folgen der Alkoholkrankheit bei Jugendlichen
Die Folgen einer Alkoholkrankheit bei einem Jugendlichen sind beträchtlich. Fast immer kommt es zu einem erheblichen Leistungsabfall in der Schule.
Das zentrale Nervensystem, das bei Jugendlichen noch in der Entwicklung und weitaus empfindlicher ist als bei Erwachsenen, wird extrem und unter Umständen ein Leben lang in Mitleidenschaft gezogen. So kann z. B. die Ausbildung des Hippocampus nachhaltig beeinträchtigt werden. Depressionen, Wahnvorstellungen, Nachlassen des sexuellen Verlangens, Sprachstörungen u. a. sind oft die Folge. Da der junge Organismus den regelmäßigen Alkoholkonsum nicht verarbeiten kann, entwickelt sich sehr schnell auch eine körperliche Abhängigkeit.